# Mainecker Forst

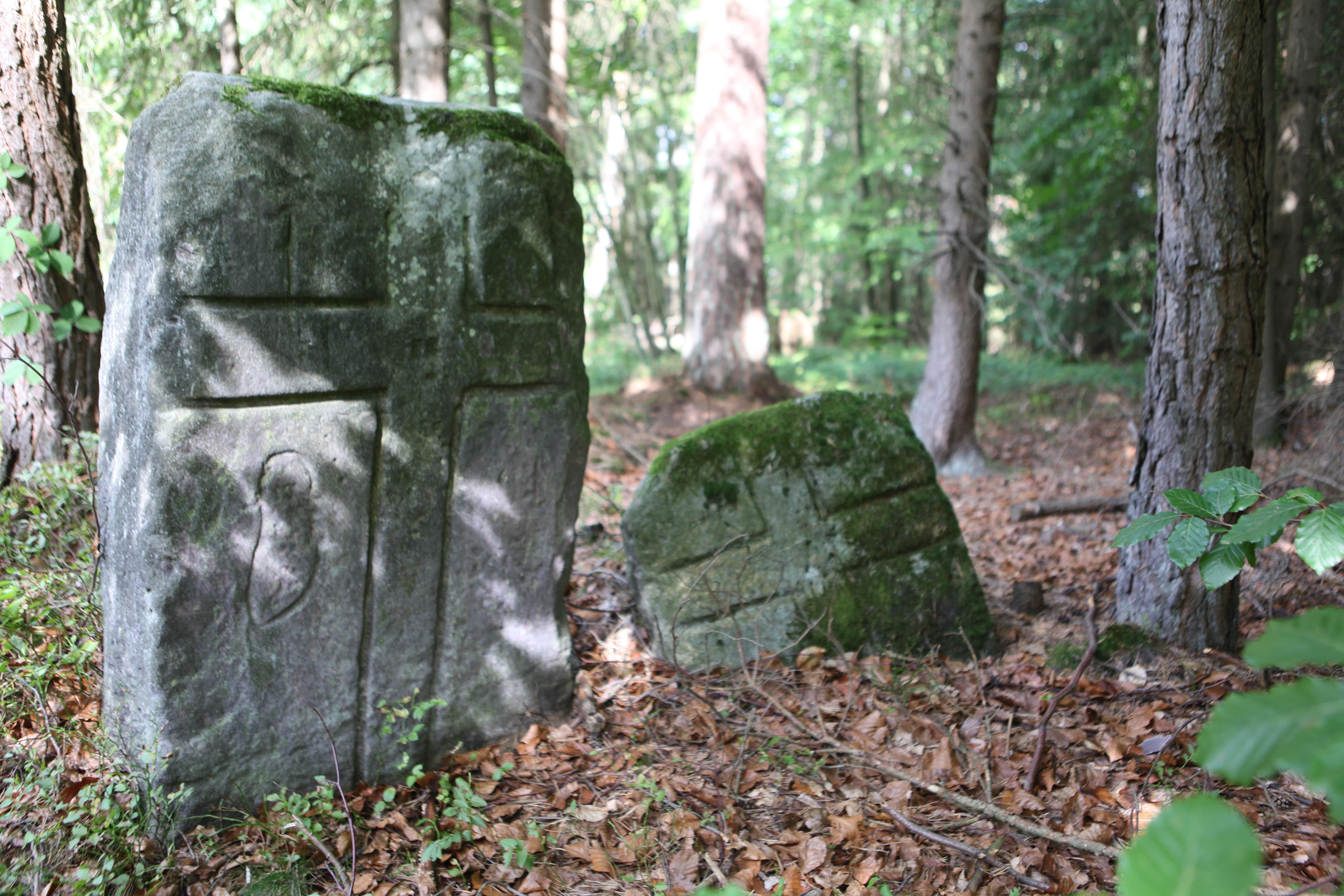
Kreuzsteine im Mainecker Forst

Der Mainecker Forst war bis 2000 ein 14,9659 km² großes gemeindefreies Gebiet im Landkreis Lichtenfels in Bayern. Es ist fast komplett bewaldet. Das Waldgebiet liegt teils in der Gemarkung Mainecker Forst (Ost), teils in der Gemarkung Mainecker Forst (West).
Der Forst liegt südlich des namensgebenden Orts Maineck. Am 1. Januar 2000 wurde das Gebiet nach Weismain (9,1042 km²), Altenkunstadt (3,9626 km²) und Mainleus (1,8992 km²) eingemeindet.